# Bennettova špilja
Bennettova špilja je špilja u britanskom prekomorskom teritoriju Gibraltaru. Dio je kompleksa Gorhamove špilje koji je nominiran za status UNESCO-ve svjetske baštine.

## Opis
Bennettova špilja jedna je od četiri špilje koje zajedno čine kompleks Gorhamove špilje koji je nominiran da postane UNESCO-va svjetska baština. Ostale špilje su Vanguard, Gorhamova špilja i Špilja hijena. Bennettova špilja. kao i ostale tri, postupno je ispunjena pijeskom koji je nanošen tisućama godina. Taj pijesak pada i s vremenom se nakuplja do velikih dubina. U slučaju Vanguard i Gorhamove špilje naslage su duboke više od 17 metara. Zbog toga slojevi pijeska bilježe okoliš od prije 15.000 do 55.000 godina kada je područje bilo vrlo drugačije. U prošlosti je razina mora bila niža i obala je bila udaljena više od 4500 metara od špilja, a danas je vrlo blizu.